# Коробіхинський сільський округ
Коробі́хинський сільський округ (каз. Коробиха ауылдық округі, рос. Коробихинский сельский округ) — адміністративна одиниця у складі Катон-Карагайського району Східноказахстанської області Казахстану. Адміністративний центр — село Коробіха.
Населення — 758 осіб (2021; 1191 у 2009, 1741 у 1999, 1989 у 1989).
Станом на 1989 рік існувала Маркська сільська рада (села Коробіха, Печі, Черемошка, Усть-Язова). До 1998 року округ називався Марксовським. Село Усть-Язова було ліквідовано 2009 року.

## Склад
До складу округу входять такі населені пункти:
| Населений пункт  | Старі назви           | Населення, осіб (1989) | Населення, осіб (1999) | Населення, осіб (2009) | Населення, осіб (2021) |
| ---------------- | --------------------- | ---------------------- | ---------------------- | ---------------------- | ---------------------- |
| Барлик, село     | Печі                  | 500                    | 486                    | 397                    | 312                    |
| Коробіха, село   | -                     | 1024                   | 881                    | 552                    | 330                    |
| Усть-Язова, село | -                     | 46                     | 32                     | 28                     | -                      |
| Ушбулак, село    | Черемошка, Черьомушка | 419                    | 342                    | 214                    | 116                    |